# Gedik Ahmet Pascià
Pascià Gedik Ahmet, in turco ottomano: احمد پاشا کدك (Despotato di Serbia, ... – Edirne, 18 novembre 1482), è stato un politico e militare ottomano.
Comandante delle forze di terra e di mare durante i Sultanati di Mehmet II il Conquistatore e di Bayezid II. 

Si hanno poche notizie riguardo alle sue origini: Serbia e Albania erano state entrambe proposte come regioni geografiche per il suo luogo di nascita e Mükrimin Halil Yinanç aveva persino affermato che discendeva dalla dinastia greca bizantina dei Paleologi basandosi su fonti occidentali anonime a cui Yinanç affermava di avere accesso. Ricerche successive negli archivi ottomani di Vranje (Serbia sud-orientale) di Aleksandar Stojanovski hanno stabilito che Gedik Ahmed Pasha era un membro delle famiglie feudali serbe locali della zona ed era nato nel villaggio di Punoševce .

## Biografia
A capo dell'esercito ottomano, sconfisse l'ultimo principato che resisteva all'avanzata ottomana in Anatolia, quello dei Karamanidi. Questi erano stati il principato più potente in Anatolia per quasi 200 anni, all'inizio anche più forte degli Ottomani stessi. Essi di fatto sopravanzarono il Sultanato anatolico selgiuchide di Rum nella quantità di territori posseduti (tra questi la città di Konya, l'ex-capitale selgiuchide). In questo senso, la vittoria di Gedik Ahmet Pascià contro i Karamanidi nel 1471, che permise di conquistare i loro territori, così come la regione costiera mediterranea intorno a Ermenek, Mennan e Silifke, risultò cruciale per il futuro degli Ottomani.
Gedik Ahmet Pascià si scontrò anche con i Veneziani nel Mediterraneo e fu inviato nel 1475 dal Sultano per aiutare il Khanato di Crimea contro le forze genovesi. In Crimea conquistò Caffa, Sudak, Balaclava ed altre fortezze genovesi ma anche il Principato di Teodoro compresa la sua capitale Mangup e le regioni costiere della Crimea. Salvò inoltre il Khan di Crimea, Mengli I Giray, dalle forze genovesi. Al termine di questa campagna, la Crimea e la Circassia entrarono a far parte della sfera d'influenza ottomana.
Nel 1479, con una mossa audace, il Sultano Mehmet II gli ordinò di guidare la flotta ottomana nel Mediterraneo nella guerra contro Napoli e Milano. Durante questa campagna, Gedik Ahmet Pascià conquistò le isole di Santa Maura, Cefalonia e Zante. Dopo aver conquistato Costantinopoli nel 1453, Mehmet II cominciò a considerarsi l'erede dell'Impero romano e pensò seriamente alla conquista dell'Italia per riunire i territori romani sotto la sua dinastia. Come parte di questo piano, Gedik Ahmet Pascià fu inviato con una forza navale verso il tacco della penisola italiana.
Dopo un tentativo fallito di conquistare Rodi, nel 1480 assediò e saccheggiò Otranto, dove la popolazione venne massacrata. A causa della mancanza di viveri, dovette ripiegare con la maggior parte delle sue truppe in Albania nello stesso anno, pensando di continuare la campagna nel 1481.
La morte di Mehmet II il Conquistatore fece sì che ciò non accadesse. Pur parteggiando per Bayezid II nella lotta per la successione al Sultanato, il nuovo Sultano non si fidò di Gedik Ahmet Pascià e lo fece imprigionare e in seguito uccidere il 18 novembre 1482 a Edirne.